# Schuppan 962CR

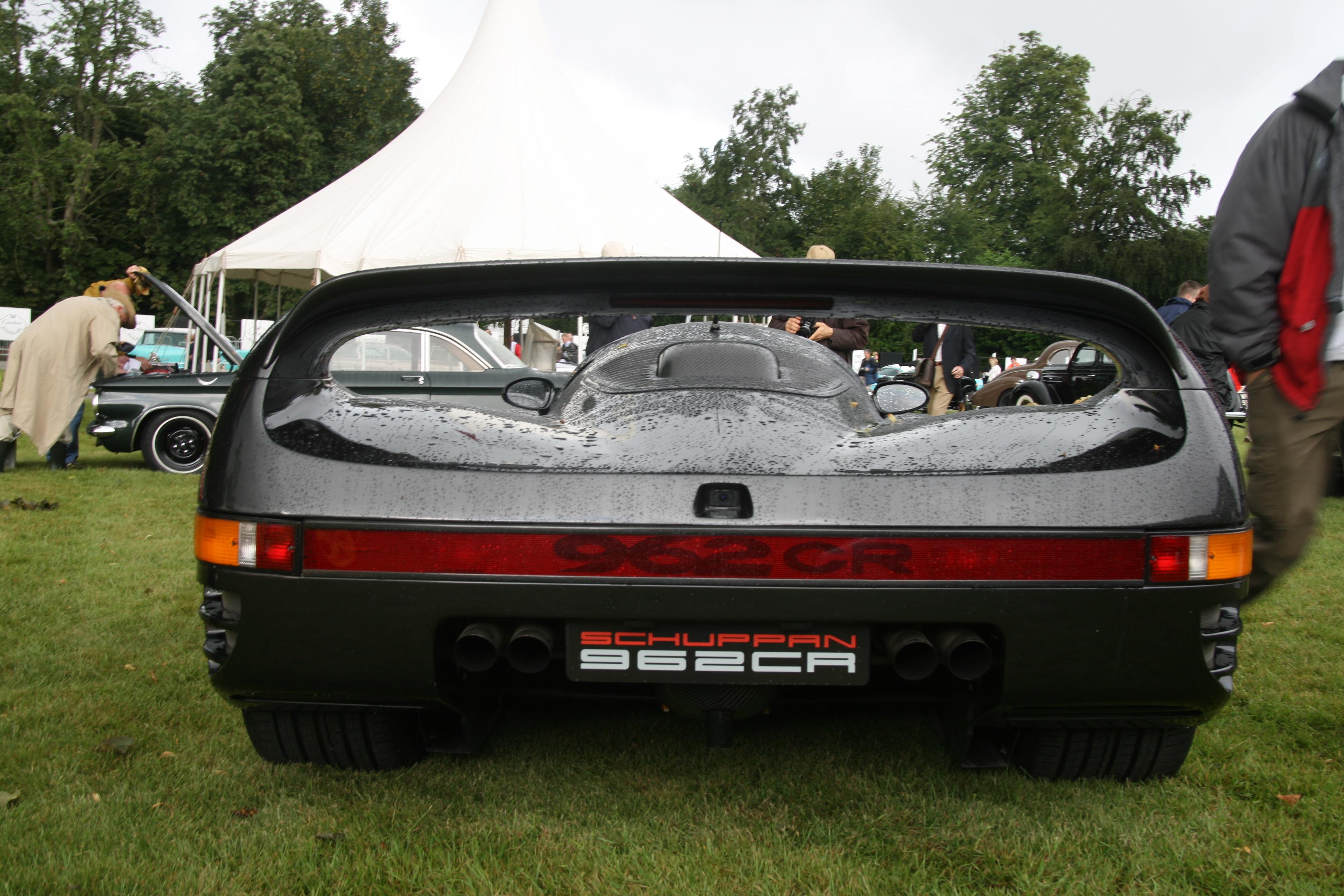

De Schuppan 962CR is een automodel uit 1994, gebouwd door de Australische autocoureur Vern Schuppan. Hij werd gebouwd als een eerbetoon aan Schuppan's overwinning van de 24 uren van Le Mans in 1983 en zijn All Japan Sports Prototype Championship-titel in 1989. De 962CR is gebaseerd op de dominante Le Mans-winnende Porsche 962-raceauto die Schuppan racete en dat eigendom was van zijn eigen team.
De 962CR heeft een middenmotor en achterwielaandrijving, en heeft een gewicht van 1.050 kg. De auto is uitgerust met een 3,3-liter Type-935 "Flat-6" turbomotor die 600 pk levert, gekoppeld aan een vijftraps handgeschakelde transmissie, deze was bijna rechtstreeks overgenomen van de standaard Porsche 962.

De auto heeft een topsnelheid van 370 km/h, en acceleratie van 0 naar 100 km/h duurde slechts 3,5 seconden.
Het chassis en de carrosserie zijn volledig gebouwd door Schuppan, hoewel het design elementen heeft van de 962-raceauto. De productie vond plaats bij VSL in High Wycombe. De financiering werd verstrekt door Japanse investeerders die Schuppan's raceteam steunde dat meedeed in de All Japan Sports Prototype Championship.
Voor iets meer dan 1,5 miljoen Amerikaanse dollars in 1994, was de Schuppan 962CR een van de duurste auto's die ooit nieuw werden verkocht. Jarenlange geruchten dat de 962CR werd verkocht voor 2,5 miljoen Amerikaanse dollars, werden uiteindelijk ontzenuwd door auteur en Porscheliefhebber Karl Ludvigsen die een prijs van 195 miljoen Japanse Yen vermeldde.
Het is onbekend hoeveel Schuppan 962CR's er zijn gebouwd; vermoedelijk een stuk of vijf of zes. Twee exemplaren die naar Japan werden verscheept werden niet betaald. In combinatie met de hoge bouwkosten en een wereldwijde recessie leidde dit tot het faillissement van Shuppan.